# 萨瓦里贾沃哈尔纳加尔
萨瓦里贾沃哈尔纳加尔（Sawari Jawharnagar），是印度马哈拉施特拉邦Bhandara县的一个城镇。总人口11775（2001年）。

## 人口
该地2001年总人口11775人，其中男性6091人，女性5684人；0—6岁人口989人，其中男522人，女467人；识字率83.62%，其中男性为88.80%，女性为78.06%。